# Greckokatolicki dekanat dobromilski
Greckokatolicki dekanat dobromilski – dekanat należący do eparchii przemyskiej, formalnie funkcjonował do czasu likwidacji eparchii w połowie 1946.

## Obszar
Historyczny greckokatolicki dekanat dobromilski obejmował parafie: Dobromil, Grąziowa, Kwaszenina, Łomna, Makowa, Michowa, Nowe Miasto, Paportno, Przedzielnica, Posada Rybotycka, Tarnawa, Trójca, Trzcianiec, Wijsko, Wojtkowa.
W 1879 Kniażpol został samodzielną parafią (wcześniej filia parafii w Paportnie). W 1924 parafie Grąziowa, Łomna, Trzcianiec i Wojtkowa przyłączono do dekanatu birczańskiego.

## Księża dziekani dekanatu dobromilskiego
- Iwan Towarnyckyj do 1828
- Danyło Gelitowycz 1828–1831
- Iwan Kustryckyj 1831–1835, administrator dekanatu
- Iwan Kustryckyj 1835–1838
- Danyło Gelitowycz 1838–1857
- Mychajło Szymkewycz 1857–1858, administrator dekanatu
- Mychajło Szymkewycz 1858–1867
- Jakiw Łukaszewycz 1867–1894
- Konstantyn Hukewycz 1894–1897, administrator dekanatu
- Konstantyn Hukewycz 1897–1908
- Ołeksandr Czajkowskyj 1908–1909, administrator dekanatu
- Ołeksandr Czajkowskyj 1909–1917
- Julijan Humeckyj 1917–1921
- Iwan Hrynyszyn 1921–1927
- Josyf Marynowycz 1927 – po 1939